# Leopoldskanal
Der Leopoldskanal ist ein Kanal zur Hochwasserentlastung der Elz. Er hat eine Länge von 12,5 km, beginnt bei Riegel am Kaiserstuhl und mündet bei Niederhausen von rechts in den Rhein. 1846 wurde der Kanal nach dem damaligen badischen Großherzog Leopold benannt.

## Geschichte
Seit jeher waren die natürlichen Überschwemmungsgebiete der Flüsse Elz, Dreisam und Glotter nördlich Riegel von den Hochwassern dieser Flüsse durch schwere Schäden, Hungersnöte und Seuchen betroffen: Beispielsweise im Jahre 1778, als die Elz ihr Flussbett verlegte und zeitweise zwischen Wyhl und Weisweil in den Rhein mündete. Noch zwischen 1801 und 1837 wurde dieses Gebiet ca. 30-mal überflutet.
1802 schlug ein Geometer Knöbel aus Riegel den Ständen seines Ortes vor, einen Kanal zu bauen, der die Hochwasser der drei Flüsse auf geradem Weg in den Rhein ableitet. Da die Herrschaftsverhältnisse in diesem Gebiet völlig zerrissen waren, ergab sich die Möglichkeit für eine übergreifende Planung erst, nachdem alle Gemeinden ab 1806 dem Großherzogtum Baden zugehörten. 1816 gründete die Regierung in Karlsruhe auf Betreiben von Johann Gottfried Tulla mit den Anliegergemeinden den Flussbauverband für den „Notkanal“ zwischen Riegel und Rhein, der die Pläne für den Kanalbau erstellte, die 1831 fertig waren.
1834 beschloss der Verband, den Kanal, dessen Kosten auf 385.000 Gulden geschätzt wurden, zu bauen.
Am 28. August 1835 erließ die Regierung in Karlsruhe ein Gesetz, in dem bestimmt wurde:

„Zur Rektifikation des Dreisamflusses mittels eines Kanals von Neuershausen an und des Elzflusses von Köndringen an über Riegel bis an den Rhein bei Niederhausen wird unter den Gemeinden Neuershausen, Oberschaffhausen, Bötzingen, Eichstetten, Bahlingen, Nimburg, Köndringen, Hecklingen, Riegel, Kenzingen, Herbolzheim, Ringsheim, Kappel, Rust, Ober- und Niederhausen eine Konkurrenz gebildet. Zu diesem Unternehmen wird aus der Staatskasse ein Zuschuss von 300.000 Gulden in vier Jahresterminen gegeben. Das neue Flussbett samt den Dämmen fällt dem Staat zu, das alte Flussbett dagegen den beteiligten Gemeinden.“

1837 wurde an drei Stellen mit dem Bau begonnen. Das Flussbett wurde in Handarbeit auf eine Breite von 20 Meter angelegt und die Dämme auf eine Höhe von sechs Meter über der Sohle aufgeschüttet. Als Arbeitskräfte wurden auch Frauen eingesetzt, die die Erde mit Körben herantrugen. 1843 konnte der 12,5 km lange Kanal zwischen Riegel und der Mündung des Kanals in den Rhein seiner Bestimmung übergeben werden.
Die tatsächlichen Kosten lagen mit 693.000 Gulden weit über der Schätzung, sodass die Gemeinden der „Konkurrenz“ bei der Badischen Versorgungsanstalt in Karlsruhe ein Darlehen von 400.000 Gulden aufnehmen mussten. Deshalb kam zeitweise Unmut in den Gemeinden auf, die aber verstummte, als bei den Extremhochwassern 1844 und 1845 der nördliche Breisgau erstmals von Überschwemmungen verschont blieb.
Am 15. November 1846 erhielt das „Noth-Canal-Project“ den Namen von Großherzog Leopold. An diesem Tag wurde an der Stelle in Riegel, an der die „Alte Elz“ aus dem Leopoldskanal ausgeleitet wird, ein Obelisk zur Erinnerung an den Bau Leopoldskanal enthüllt. Er trägt folgende Inschrift:

„Zur Abwehr der verheerenden Ueberschwemmungen der Dreisam und Elz wurden unter der segensreichen Regierung des Großherzogs Leopold durch die vereinten Kraefte des Staates und der betheiligten Gemeinden diese Kanale erbaut 1837 bis 1842.
Dem Großherzog Leopold die dankbaren Gemeinden
Neuershausen Hecklingen Boetzingen Kenzingen Eichstetten Herbolsheim Nimburg Oberhausen Bahlingen Niederhausen Koendringen Rust Malterdingen Ringsheim Riegel Kappel
1846“

## Einzugsgebiet und Hydrologische Daten
Am Pegel Riegel des Regierungspräsidiums Freiburg, der unterhalb des Zusammenflusses von Elz, Alter Dreisam, Dreisamkanal und Glotter liegt, hat der Leopoldskanal ein Einzugsgebiet von 1102 km².
An dieser Stelle trennen sich Leopoldskanal und Alte Elz. Die Alte Elz erhält dauerhaft ca. 7–8 m³/s, während der darüber hinausgehende Abfluss, insbesondere die Hochwasser, über den Leopoldskanal abgeführt werden. Aufgrund dieser Regelung kann es bei sehr niedrigen Wassermengen vorkommen, dass der Leopoldskanal weitgehend trockenfällt.
Die Hochwasservorhersagezentrale von Baden-Württemberg gibt für den Pegel Riegel die folgende hydrologischen Kennwerte an. Zum Vergleich sind in den letzten Zeilen Werte angegeben, die bei historischen Hochwasserereignissen gemessen wurden.
| Mittelwert niedrigster Wasserstände (Abflüsse) der Jahre 1980–2003 | 0,02 m | 0,17 m³/s   |
| Mittelwert Wasserstand (Abfluss) der Jahre 1980–2003               | 0,48 m | 13,80 m³/s. |
| 2-jährlicher HW-Wasserstand (-abfluss)                             | 2,55 m | 162 m³/s    |
| 10-jährlicher HW-Wasserstand (-abfluss)                            | 3,54 m | 304 m³/s    |
| 20-jährlicher HW-Wasserstand (-abfluss)                            | 3,90 m | 364 m³/s    |
| 50-jährlicher HW-Wasserstand (-abfluss)                            | 4,37 m | 446 m³/s    |
| 100-jährlicher HW-Wasserstand (-abfluss)                           | 4,96 m | 512 m³/s    |
| 25. Mai 1983                                                       | 3,56 m | ---         |
| 22. Dezember 1991                                                  | 3,80 m | ---         |